# Wangen (Schwyz)
Wangen (SZ) is een gemeente en plaats in het Zwitserse kanton Schwyz, en maakt deel uit van het district March.
Wangen (SZ) telt 4.742 inwoners.